# AOMORI ROCK FESTIVAL
AOMORI ROCK FESTIVAL（アオモリ・ロック・フェスティバル）とは、かつて青森県で開催されていたロック・フェスティバルである。
通称「夏の魔物」と呼ばれている。主催者は成田大致。

## 概要
- 主催者である成田大致が立ち上げたイベント。
- 当時10代だった音楽好き少年による"手作りロックフェスティバル"と各メディア紙面に掲載される。
- 「夏の魔物」は成田がファンだというスピッツの楽曲からとったものであり、2008年、MUSIC ON! TVによる特集番組も製作・放送されBGMに使用された。(ナレーターは怒髪天の増子)。
- 2017年、川崎市東扇島東公園特設ステージにて初の関東圏で開催。（タイトルは、「夏の魔物2017 in KAWASAKI」）[1]
- 2018年、東京と大阪で開催。東京都内、および西日本で行われるのは今回が初。[2]
- 2019年、埼玉と大阪で開催。埼玉は2デイズ開催となる。[3]

## AOMORI ROCK FESTIVAL '06
- 2006年7月29日
- つがる市・森田町野外円形劇場

音楽と人にレポート掲載。

| 出演                                             |                |                            |                      |
| ------------------------------------------------ | -------------- | -------------------------- | -------------------- |
| シーナ&ザ・ロケッツ                              | JITTERIN'JINN  | ギターウルフ               | フラワーカンパニーズ |
| The ピーズ                                       | 曽我部恵一     | うつみようこ&YOKOLOCO BAND | あふりらんぽ         |
| M.J.Q （遠藤ミチロウ＋クハラカズユキ＋山本久土） | DMBQ           | toddle                     | POLYSICS             |
| Scoobie Do                                       | Radio Caroline | THE NEATBEATS              | ニューロティカ       |
| うきぐも                                         | THE WAYBARK    |                            |                      |

## AOMORI ROCK FESTIVAL '07
- 2007年8月11日
- つがる市・森田町野外円形劇場

| 出演                        |                                         |                      | プロレスステージ                                                 |
| --------------------------- | --------------------------------------- | -------------------- | ---------------------------------------------------------------- |
| 曽我部恵一BAND              | ロリータ18号                            | 少年ナイフ           | みちのくプロレス                                                 |
| うつみようこ＆YOKOLOCO BAND | bonobos                                 | フラワーカンパニーズ | 格闘探偵団バトラーツ                                             |
| Scoobie Do                  | ズボンズ                                | ギターウルフ         | 佐野直                                                           |
| 三上寛                      | 向井秀徳アコースティック&エレクトリック | PANTA                | ピンクタイガー                                                   |
| 毛皮のマリーズ              | SNAIL RAMP                              |                      | 司会                                                             |
| さくら丸                    | うきぐも                                | THE WAYBARK          | アントーニオ本多 レイチェル安藤 （ATVアナウンサー 飛び入りゲスト |

## AOMORI ROCK FESTIVAL '08
- 2008年9月21日
- 青森市・青森県営スケート場

当初は青森市・問屋町ビッグサイトによる開催が予定されていたが、一般販売を前にチケットが先行だけで予定枚数を越えてしまったため、会場キャパを拡大し青森県営スケート場（現:サンワアリーナ青森）に変更となり、初の屋内となる。

### 出演
- くるり
- pe'zmoku
- BRAHMAN
- JITTERIN'JINN
- LAUGHIN' NOSE
- 頭脳警察
- 三上寛
- 少年ナイフ
- ズボンズ

- 怒髪天
- DMBQ
- Scoobie Do
- KING BROTHERS
- THE NEATBEATS
- Radio Caroline
- 毛皮のマリーズ
- おとぎ話
- THE WAYBARK

MC
- アントーニオ本多

## AOMORI ROCK FESTIVAL '09
- 2009年7月18日
- つがる市・森田町野外円形劇場

再び、森田町へ舞台を移す。出演予定だったギターウルフはケガのためキャンセルとなるが、セイジによる挨拶があった。
また、スペシャルゲストとして声優・タレント・格闘家も出演。

### 出演
- ゆらゆら帝国
- eastern youth
- サンボマスター
- THE BAWDIES
- 曽我部恵一BAND
- フラワーカンパニーズ
- 毛皮のマリーズ
- KING BROTHERS
- THE NEATBEATS
- THE BEACHES
- ズボンズ

- 三上寛
- 小島麻由美
- THE 卍（ROLLY、佐藤研二、高橋ロジャー和久）
- 黒猫チェルシー
- つしまみれ
- Mr.Freddie&The Mercury devil
- THE WAYBARK

MC
- アントーニオ本多

スペシャルゲスト
- 長島☆自演乙☆雄一郎
- 宮村優子
- 田代まさし

## AOMORI ROCK FESTIVAL '10
- 2010年8月20日〜8月21日
- つがる市・森田町野外円形劇場

初の2DAYSを開催となる。DAY1は主にこれから来るであろう若手を中心としたステージ。DAY2はこれまで通り夏の魔物ステージとして開催。

### 出演
DAY1
- 黒猫チェルシー
- 嘘つきバービー
- つしまみれ
- The Mirraz
- SISTER JET
- QUATTRO
- JaJouKa(ex.THE BACILLUS BRAINS)
- a flood of circle
- ワッツーシゾンビ
- 踊ってばかりの国
- Droog
- ラキタ (ex.ズットズレテルズ)
- まつきあゆむ
- THE BOHEMIANS
- Mr.Freddie&The Mercury devil
- The next!
- THE 抱きしめるズ
- KiNGONS
- 385
- 一萬P
- ソンソン弁当箱
- THE××ズ
- ヘンリーヘンリーズ

DAY2
- シーナ&ザ・ロケッツ
- ギターウルフ
- YO-KING
- 難波章浩
- 毛皮のマリーズ
- 神聖かまってちゃん
- ミドリ
- DOES
- ROLLY with 人間椅子
- 人間椅子
- フルカワミキ
- iLL
- 曽我部恵一BAND
- ホフディラン
- Scoobie Do
- KING BROTHERS
- THE NEATBEATS
- 夜のストレンジャーズ
- 頭脳警察
- 灰野敬二
- 三上寛
- THE WAYBARK (2日とも出演)

MC
- アントーニオ本多 (2日とも出演)

## AOMORI ROCK FESTIVAL '11
- 2011年7月17日
- つがる市・森田町野外円形劇場

初の2ステージ制。

### 出演
（赤コーナー）
- くるり
- MONGOL800
- andymori
- 山口富士夫
- 早川義夫＋佐久間正英
- 曽我部恵一BAND
- ザ50回転ズ
- KING BROTHERS
- THE NEATBEATS
- SCOOBIE DO
- 外道
- LASTORDERZ
(安齋肇、田口トモロヲ、淡谷三治、他)
- 毛皮のマリーズ
- MONOBRIGHT
- MASS OF THE FERMENTING DREGS
- THE BOHEMIANS
- 三上寛
- 踊ろうマチルダ
- THE 抱きしめるズ

（青コーナー）
- TOMOVSKY
- 頭脳警察
- 武藤昭平withウエノコウジ
- みうらじゅん
- 内田春菊
- bloodthirsty butchers
- キノコホテル
- 騒音寺
- ブラインドミウラストレンジャー
(夜のストレンジャーズ)
- Qomolangma Tomato
- ワッツーシゾンビ
- マーガレットズロース
- ヘンリーヘンリーズ
- カルガモネンド
- KiNGONS
- ソンソン弁当箱
- 青森最後の詩人ひろやーとダークネス・ナイトメヤー
- THE WAYBARK+白井幹夫

MC
- アントーニオ本多

GUEST
- 緒方恵美
- 鳥居みゆき

## AOMORI ROCK FESTIVAL '12
- 2012年9月22日(土)
- 平内町・夜越山スキー場特設ステージ

タイトルロゴなどが一新され、過去最高の出演者数となった。またロックに限らず、主催者のサブカルチャーが全面に押し出され、ヒップホップ、アイドル、プロレスなどジャンルを幅広くしている。これまで出演順のみは当日発表されていたが、初のタイムテーブルが事前発表されている。ポスターデザインキャラにキン肉マンが採用。ゆでたまごの書き下ろしであり、手に主催者バンド SILLYTHINGのCDを持った立ちポーズとなっている。

### 出演者
※ステージを併用し出演する場合の多重記載は省略。
ストロングステージ
- 曽我部恵一BAND
- スチャダラパー
- 在日ファンク
- DJ BAKU
- Hermann H.&The Pacemakers
- フラワーカンパニーズ
- 内田裕也＆トルーマン・カポーティR&R BAND
- 神聖かまってちゃん
- 0.8秒と衝撃。
- 人間椅子
- でんぱ組.inc
- DJ.ダイノジ
- SILLYTHING
- うみのて
- 東京カランコロン
- 流田Project
- ヒロシ
- ブリーフ&トランクス
- SEBASTIAN X
- アーバンギャルド
- 藍坊主
- ZONE

バーリ・トゥードステージ
- パスピエ
- SIMI LAB
- 忘れらんねえよ
- THE★米騒動
- 住所不定無職
- KETTLES
- まつきあゆむ
- 本棚のモヨコ
- 撃鉄
- 石鹸屋
- ULTRA-PRISM
- あやまんJAPAN
- DJ.FREE THROW（弦先誠人、神啓文、タイラダイスケ）
- DJ.サミー前田 （Tribute to Fuckin'Great YUYA!）
- DJ.桃知みなみ
- DJ.掟ポルシェ
- DJ.鹿野淳
- DJ.庄司信也
- しず風&絆〜KIZUNA〜
- タルトタタン with
西浦謙助、ナガイケジョー、田淵ひさ子
- アリス十番
- BiS
- アップアップガールズ（仮）
- TEENAGER SEX LESS
- ソンソン弁当箱

王者の魂ステージ
- OGRE YOU ASSHOLE
- bloodthirsty butchers
- KING BROTHERS
- avengers in sci-fi
- SAKANAMON
- ニューロティカ
- ラフィンノーズ
- バンドTOMOVSKY
- ザ50回転ズ
- THE NEATBEATS
- Scoobie Do
- 武藤昭平 with ウエノコウジ
- 三上寛
- PANTA with 菊池琢巳
- 夜のストレンジャーズ
- 騒音寺
- 踊ってばかりの国
- 嘘つきバービー
- hotspring
- キノコホテル
- THE××ズ
- ボトルズハウス

道場ステージ
- 大森靖子
- DJ.TOKYO BOOTLEG
- 吉田豪×杉作J太郎
- みきちゅ
- うさぎのなみ平
- DJ 歴ドル美甘子
- 加藤鷹
- うしじまいい肉

MC
- アントーニオ本多

プロレス
- DDTプロレスリング
飯伏幸太
KUDO
大石真翔
高木三四郎
アントーニオ本多
中澤マイケル
ヨシヒコ

## AOMORI ROCK FESTIVAL '13
- 2013年9月14日(土)
- 平内町・夜越山スキー場特設ステージ

### 出演者
※ステージを併用し出演する場合の多重記載は省略。
- フラワーカンパニーズ
- ZAZEN BOYS
- N'夙川BOYS
- TOTALFAT
- SiM
- MY FIRST STORY
- 大槻ケンヂ・橘高文彦
- HAWAIIAN6
- 前野健太
- 遠藤賢司
- エンケン＆カレーライス＋宮藤官九郎
  - 遠藤賢司
  - 竹安堅一
  - グレートマエカワ
  - 森信行
- フルカワミキ
- envy
- GOMA＆The Jungle Rhythm Section
- The SALOVERS
- group_inou
- 人間椅子
- ROLLY with 人間椅子
- 曽我部恵一
- 奇妙礼太郎
- 踊ろうマチルダ
- TOMOVSKY
- ザ50回転ズ
- ブラインドミウラストレンジャー (夜のストレンジャーズ)
- 影山ヒロノブ
- 中川翔子
- ピエール中野 (凛として時雨)
- でんぱ組.inc
- BiS
- 電撃ネットワーク
- アップアップガールズ（仮）
- Negicco
- hy4_4yh
- いずこねこ
- 妄想キャリブレーション

- 非常階段
- 初音階段 (非常階段×初音ミク)
- BiS階段 (非常階段×BiS)
- 三上寛
- 大根仁 監督
- Wienners
- 桃井はるこ
- milktub
- ハナエ
- 川越シェフ
- 林下清志(ビッグダディ)
- DJ.ダイノジ
- DJ.掟ポルシェ
- DJ.ギュウゾウ (電撃ネットワーク)
- this is not a business
- AKBPOID
- 豊満乃風
- 吉田豪×杉作J太郎
- 久保ミツロウ×能町みね子
- うしじまいい肉
- 大仁田厚
- KAMINOGE ROCK FESTIVAL'13
  - 佐藤大輔
  - マッスル坂井
  - 井上崇宏
  - TBA
  - 伊賀大介
- MC
  - アントーニオ本多
- プロレス
  - DDTプロレスリング

## AOMORI ROCK FESTIVAL '14
- 2014年7月21日(月・祝)
- 平内町・夜越山スキー場特設ステージ

### 出演者
※ステージを併用し出演する場合の多重記載は省略。
ストロングスタイルステージ
- BRAHMAN
- THA BLUE HERB
- KING BROTHERS
- 人間椅子
- 髭（HiGE）
- the telephones
- 神聖かまってちゃん
- ドレスコーズ
- Wienners
- アルカラ
- THE NEATBEATS
- HINTO
- でんぱ組.inc

リングの魂ステージ
- 田我流 feat. stillchimiya
- 大槻ケンヂ&NARASAKI
- 後藤まりこ
- Ladybread
- Negicco
- 水木一郎
- アップアップガールズ(仮)
- DPG
- DDTプロレスリング-アイドルランブル
  - Negicco、スーパーササダンゴマシン
  - 寺嶋由芙、三富政行
  - アップアップガールズ（仮）、大石真翔
  - Ladybeard、男色ディーノ
  - hy4_4yh、中澤マイケル
  - ベッド・イン with 掟ポルシェ＆吉田充宏
  - 高木三四郎、美奈子
- 大森靖子
- hy4_4yh
- みきちゅ

道場ステージ
- 曽我部恵一
- 向井秀徳
- サイプレス上野
- カンパニー松尾
- ゆるめるモ!
- クリトリック・リス
- ULTRA-PRISM
- 久保ミツロウ×能町みね子
- KAMINOGE ROCK FESTIVAL
- DJテンテンコ
- 蝶野正洋×岸田メル
- LinQ
- lyrical school
- Especia
- バンドじゃないもん!
- 妄想キャリブレーション
- 吉田豪×杉作J太郎
- BELLRING少女ハート
- うしじまいい肉
- DJダイノジ
- 掟ポルシェ

## AOMORI ROCK FESTIVAL '15
- 2015年9月12日(土)
- 平内町・夜越山スキー場特設ステージ

スペースシャワーTVにて当日の模様が放映。

### 出演者
- 人間椅子
- サニーデイ・サービス
- FACT
- ソウル・フラワー・ユニオン
- OL Killer（岡村靖幸）
- 神聖かまってちゃん
- 大槻ケンヂ
- ROLLY
- ニューロティカ
- LAUGHIN' NOSE
- ギターウルフ
- KING BROTHERS
- THE NEATBEATS
- ザ50回転ズ
- 天才バンド
- バンドTOMOVSKY

- 水曜日のカンパネラ
- 三上寛
- JOJO広重（非常階段）
- 向井秀徳アコースティック＆エレクトリック
- 木下理樹（ART-SCHOOL / killing Boy）
- group_inou
- Wienners
- Weekday Sleepers
- INKT
- GOMESS
- Jin-Machine
- BiSH
- LUI FRONTiC 赤羽JAPAN
- 寺嶋由芙
- POP
- Maison book girl
- テンテンコ
- BILLIE IDLE
- カンパニー松尾
- 劇場版BiSキャノンボール2014上映会
- 劇場版テレクラキャノンボール2013上映会

- BELLRING少女ハート
- バンドじゃないもん!
- アップアップガールズ（仮）
- Cheeky Parade
- チャオ ベッラ チンクエッティ
- Especia
- lyrical school
- ゆるめるモ!
- hy4_4yh
- せのしすたぁ
- おやすみホログラム
- みきちゅ
- あヴぁんだんど
- バニラビーンズ / 掟ポルシェ
- 吉田豪×杉作J太郎
- DJやついいちろう
- 久保ミツロウ・能町みね子
- 山本さほ・ディスク百合おん
- うしじまいい肉
- まんきつ
- ぱいぱいでか美
- sora tob sakana

- HSMS＜HISASHI（GLAY）×DJ Mass MAD Izm*＞
- ベッド・イン
- 二丁ハロ
- LADYBABY
- NATURE DANGER GANG
- クリトリック・リス
- DDTプロレスリング
- アントーニオ本多
- 夏の魔物

## AOMORI ROCK FESTIVAL '16
- 2016年10月1日(土)
- 平内町・夜越山スキー場特設ステージ

スカパー！にて当日の模様が6時間放映。
フェス開催10周年記念で曽我部恵一BANDが復活。

### 出演者
- 曽我部恵一BAND
- My Hair is Bad
- 田島貴男
- DOTAMA
- Creepy Nuts
- POLYSICS
- 忘れらんねえよ
- グッドモーニングアメリカ
- 人間椅子
- 大槻ケンヂ
- ROLLY
- 清竜人25
- THE NEATBEATS
- Scoobie Do
- うつみようこ
- HINTO
- バンドTOMOVSKY
- 向井秀徳アコースティック＆エレクトリック
- 藤井隆
- 早見優

- こぶしファクトリー
- 生ハムと焼うどん
- PassCode
- BELLRING少女ハート
- バンドじゃないもん!
- 伊藤賢治
- MOSAIC.WAV
- スーパー・ササダンゴ・マシン
- 小山健
- 倉持由香
- 掟ポルシェ
- 吉田豪×杉作J太郎
- DJやついいちろう
- 久保ミツロウ・能町みね子
- ベッド・イン
- クリトリック・リス
- DDTプロレスリング
- アントーニオ本多
- 火野裕士
- 夏の魔物withヒャダイン

ほか

## コラボレーション

### イラスト
- ゆでたまご
- 浅野いにお
- 押切蓮介
- コナリミサト
- 新井英樹
- 渋谷直角
- 山本さほ
- まんきつ